# Menhir des Pierres Longues
Le menhir des Pierres Longues ou Butte aux Houx est un menhir datant du Néolithique inscrit aux Monuments historiques depuis le 9 juillet 1986. Il est situé sur le lieu-dit Pierres Longues  à Saint-Gondon, dans le Loiret, en France.

## Présentation
À l'écart du bourg, en suivant la route menant à Lion-en-Sullias, après avoir laissé à droite le chemin dit des Pierres longues, cette “pierre levée” ou menhir, se trouve à environ soixante-dix mètres de la route et semble plantée en terre depuis des siècles. D'après la tradition locale, cette grosse pierre de 1,85 mètre de haut sur 1,45 mètre de large à mi-hauteur, est constituée en grande partie d’un conglomérat dur par silification d'argile, qui présente une surface rougeâtre et bariolée, que l’on désigne dans le pays, par le terme Poudingue de Gien. Ne pourrait-il pas s’agir là d'un témoin unique d'un Cromlech détruit?  En 1984, un spécialiste de la Direction Régionale des Antiquités préhistoriques précise : « il est l’élément le plus typique de ce groupe qui s'étend jusqu'à la Nièvre avec la pierre aiguë d’Annay » près de Neuvy-sur-Loire. Un lieu stratégique pour les Gaulois. Le menhir est une pierre dressée qui, au contraire des dolmens (pierres couvertes) ne représentait pas des ossuaires, mais pouvait avoir été établi comme indicateur d’une sépulture voisine ou comme un monument commémoratif, ou bien encore comme l’emblème d’un culte. Il peut également s’agir d’un lieu de rassemblement important. Saint-Gondon était en effet un lieu stratégique, un point de convergence des territoires de quatre grandes fédérations de la Gaule celtique : les Carnutes (l’une des principales), les Bituriges (le Berry), les Sénons et les Eduens. Comme l’écrit Louis Charpentier dans son livre Les géants et le mystère des origines, « ces quatre fédérations ont un point de jonction dont le lieu se situe au confluent de la Loire et de la Quiaulne ». Les auteurs latins situent ce lieu où, tous les trois ans, se tenait l’assemblée politique des Gaules in finibus Carnutum, là où le domaine des Carnutes se termine précisément à la Quiaulne, passée laquelle commence le domaine des Bituriges. Mais non loin de là aboutissent également les domaines voisins des Sénons et des Eduens et, de ce fait, des quatre fédérations. Il y avait en ce lieu, outre les dolmens et tumuli antérieurs aux Gaulois, un champ de pierres levées qui fut détruit sur ordre de Charlemagne. De par sa situation – le fleuve étant à l’époque un des premiers moyens de communication – on pourrait pousser le zèle jusqu’à penser que le bourg – ou ce lieu situé au coude que fait la Loire, rive gauche – était en son temps ce “lieu consacré”, que César appelle aussi omphalos, ou ombilic sacré des Gaules.